# 比韋拉山

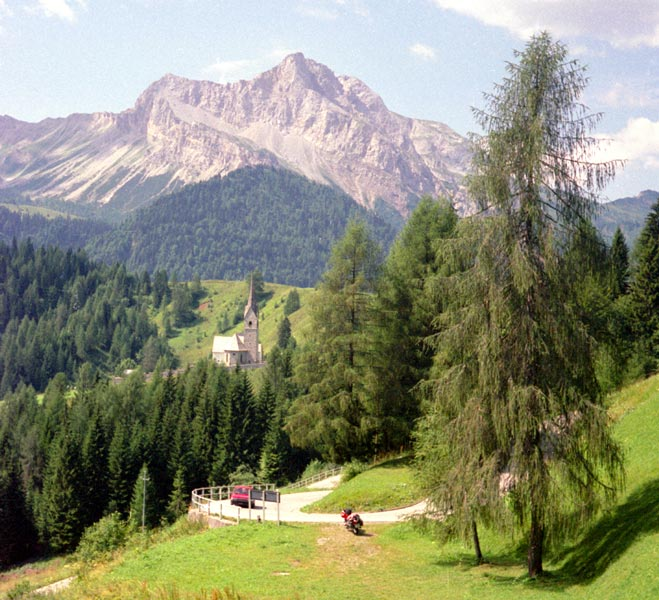

46°26′N 12°39′E / 46.433°N 12.650°E
比韋拉山（義大利語：Monte Bìvera），是意大利的山峰，位於該國東北部，由弗留利負責管轄，屬於卡爾尼克阿爾卑斯山脈的一部分，處於塔利亞門托河以北，海拔高度2,474米。